# Тејлорсвил (Џорџија)
Тејлорсвил (Џорџија) (енгл. Taylorsville) град је у америчкој савезној држави Џорџија. По попису становништва из 2010. у њему је живело 210 становника.

## Демографија
Према попису становништва из 2010. у граду је живело 210 становника, што је 19 (8,3%) становника мање него 2000. године.
| Група             | 2000.       | 2010.       |
| Белци             | 211 (92,1%) | 186 (88,6%) |
| Афроамериканци    | 10 (4,4%)   | 7 (3,3%)    |
| Азијати           | 0 (0,0%)    | 0 (0,0%)    |
| Хиспаноамериканци | 4 (1,7%)    | 11 (5,2%)   |
| Укупно            | 229         | 210         |